# Jamboree Mundial Escolta
S'anomena Jamboree a una trobada o reunió d'escoltes. Una Jamboree pot ser nacional, internacional o mundial. Les Jamborees mundials poden atreure una gran quantitat d'escoltes de tot el món.
La Jamboree Mundial Escolta se celebra normalment cada quatre anys sota la direcció de la WOSM i amb la participació com a convidades de membres de l'WAGGGS. A més, també s'organitza la World Scout Moot, una Jamboree per a caps escoltes entre 17 i 26 anys; i la World Scout Indaba, una trobada de dirigents escoltes.

## Llista d'esdeveniments
| Any       | Esdeveniment                   | Ubicació                       | País amfitrió | Tema/Nom                                   | Dates                          | Assistència | Part. |
| --------- | ------------------------------ | ------------------------------ | ------------- | ------------------------------------------ | ------------------------------ | ----------- | ----- |
| 1920      | 1a Jamboree Mundial Escolta    | Londres                        | Regne Unit    | Develop World Peace                        | 30 juliol 1920– 8 agost 1920   | 8,000       | 34    |
| 1924      | 2a Jamboree Mundial Escolta    | Ermelunden                     | Dinamarca     | World Citizenship                          | 10 agost 1924– 17 agost 1924   | 4,549       | 32    |
| 1929      | 3a Jamboree Mundial Escolta    | Arrowe Park, Upton, Birkenhead | Regne Unit    | Coming of Age                              | 31 juliol 1929– 13 agost 1929  | 50,000      | 69    |
| 1933      | 4a Jamboree Mundial Escolta    | Gödöllő                        | Hongria       | Face New Adventures                        | 2 agost 1933– 15 agost 1933    | 25,792      | 33    |
| 1937      | 5a Jamboree Mundial Escolta    | Bloemendaal                    | Països Baixos | Lead Happy Lives                           | 31 juliol 1937– 9 agost 1937   | 28,750      | 54    |
| 1947      | 6a Jamboree Mundial Escolta    | Moisson                        | França        | Jamboree of Peace                          | 9 agost 1947– 20 agost 1947    | 24,152      | 71    |
| 1951      | 7a Jamboree Mundial Escolta    | Bad Ischl                      | Àustria       | Jamboree of Simplicity                     | 3 agost 1951– 13 agost 1951    | 12,884      | 61    |
| 1955      | 8a Jamboree Mundial Escolta    | Niagara-on-the-Lake, Ontario   | Canadà        | New Horizons                               | 18 agost 1955– 28 agost 1955   | 11,139      | 71    |
| 1957      | 9a Jamboree Mundial Escolta    | Sutton Park, Warwickshire      | Regne Unit    | 50th Anniversary of Scouting               | 1 agost 1957– 12 agost 1957    | 31,426      | 82    |
| 1959      | 10a Jamboree Mundial Escolta   | Los Baños, Laguna              | Filipines     | Building Tomorrow Today                    | 17 juliol 1959– 26 juliol 1959 | 12,203      | 44    |
| 1963      | 11a Jamboree Mundial Escolta   | Marató                         | Grècia        | Higher and Wider                           | 1 agost 1963– 11 agost 1963    | 11,398      | 89    |
| 1967      | 12a Jamboree Mundial Escolta   | Farragut State Park, Idaho     | Estats Units  | For Friendship                             | 1 agost 1967– 9 agost 1967     | 12,011      | 105   |
| 1971      | 13a Jamboree Mundial Escolta   | Fujinomiya, Shizuoka           | Japó          | For Understanding                          | 2 agost 1971– 10 agost 1971    | 23,758      | 87    |
| 1975      | 14a Jamboree Mundial Escolta   | Lillehammer                    | Noruega       | Five Fingers, One Hand                     | 29 juliol 1975– 5 agost 1975   | 17,259      | 91    |
| 1979      | (15a Jamboree Mundial Escolta) | Nixapur                        | Iran          |                                            | 15 juliol 1979– 23 juliol 1979 | cancel·lat  |       |
| 1983      | 15a Jamboree Mundial Escolta   | Kananaskis, Alberta            | Canadà        | The Spirit Lives On                        | 5 juliol 1983– 15 juliol 1983  | 14,752      | 106   |
| 1987–1988 | 16a Jamboree Mundial Escolta   | Sydney                         | Austràlia     | Bringing the World Together                | 31 desembre 1987– 7 gener 1988 | 14,434      | 84    |
| 1991      | 17a Jamboree Mundial Escolta   | Seoraksan National Park        | Corea del Sud | Many Lands, One World                      | 8 agost 1991– 16 agost 1991    | 19,083      | 135   |
| 1995      | 18a Jamboree Mundial Escolta   | Dronten                        | Països Baixos | Future is Now                              | 1 agost 1995– 11 agost 1995    | 28,960      | 166   |
| 1998–1999 | 19a Jamboree Mundial Escolta   | Picarquín                      | Xile          | Building Peace Together                    | 27 desembre 1998– 6 gener 1999 | 31,534      | 157   |
| 2002–2003 | 20a Jamboree Mundial Escolta   | Sattahip                       | Tailàndia     | Share our World, Share our Cultures        | 28 desembre 2002– 8 gener 2003 | 24,000      | 147   |
| 2007      | 21st Jamboree Mundial Escolta  | Chelmsford, Essex              | Regne Unit    | One World, One Promise, Scouting Centenary | 28 juliol 2007– 8 agost 2007   | 37,868      | 155   |
| 2011      | 22nd Jamboree Mundial Escolta  | Kristianstad, Comtat d'Escània | Suècia        | Simply Scouting                            | 27 juliol 2011– 7 agost 2011   | 40,061      | 146   |
| 2015      | 23rd Jamboree Mundial Escolta  | Kirarahama, Yamaguchi          | Japó          | A Spirit of Unity                          | 28 juliol 2015– 8 agost 2015   | 33,628      | 155   |
| 2019      | 24a Jamboree Mundial Escolta   | Glen Jean, Virgínia de l'Oest  | Estats Units  | Unlock a New World                         | 22 juliol 2019– 2 agost 2019   | 41,559      | 124   |
| 2023      | 25a Jamboree Mundial Escolta   | Saemangeum(Buan County)        | Corea del Sud | Draw Your Dream                            | 1 agost 2023– 12 agost 2023    |             |       |
| 2027      | 26a Jamboree Mundial Escolta   | Gdańsk                         | Polònia       | Bravely                                    | 27 juliol 2027– 6 agost 2027   |             |       |

### Detallat
- El 1920 Robert Baden-Powell és nomenat Cap Escolta Mundial; en aquell mateix any van celebrar la primera Jamboree Mundial a Londres; o sigui la primera trobada mundial d'escoltes.[33] Van assistir 6000 escoltes de 34 països. Es tracta del primer Jamboree Mundial, denominació escollida pel mateix Baden-Powell, i que en llenguatge Zulu significa "trobada de tribus".
- El 1924 la Jamboree es va fer a Copenhague, Dinamarca.[34] El 1929, amb motiu de l'Exposició Internacional de Barcelona, hom celebrà un campament mundial, amb 2000 escoltes de 14 països diferents.[33] Però la III Jamboree Mundial Escolta es fa a Birkenhead, Anglaterra. El 1933 se celebra el IV Jamboree Mundial a Hongria.
- L'última Jamboree que va anar Baden-Powell, va ser la cinquena realitzada a Hongria en agost de 1937.
- La sisena Jamboree, la "Jamboree de la Pau", es va realitzar a França després de la Segona Guerra Mundial, el 1947.
- Encara que ja no estava Baden-Powell les Jamborees es van continuar fent: la VII a Àustria (1951); VIII al Canadà (1956); IX a Anglaterra (1957); X a les Filipines (1959); XI a Grècia (1963).
- La XII Jamboree (1967), realitzada a Idaho, EUA, van assistir 11852 scouts de 89 països. La XIII es va fer al Japó (1971); la XIV a Noruega (1975); XV al Canadà (1983); XVI a Austràlia (1988); XVII a Corea del Sud (1991); XVIII als Països Baixos (1.995), la XIX a Xile (1999) i XX a Tailàndia (2003).
- L'any 2007 la Jamboree es va fer a Hylands Park, Chelmsford, prop de Londres, Regne Unit[35] amb prop de 45.000 escoltes celebrant el centenari del naixement de l'escoltisme.
- El 2011 es va celebrar la 22a Jamboree Mundial Escolta a Suècia entre el 27 de juliol i el 7 d'agost.[36]